# Tehuantepec (prevlaka)
Tehuantepec  je prevlaka širine 200 km u južnom dijelu Meksika koja razdvaja Tihi ocean od Meksičkog zaljeva. Prevlaka Tehuantepec se smatra i južnom granicom sjevernoameričkog kontinenta ka Srednjoj Americi. Istočno od prevlake su savezne države Tabasco i Chiapas, dok su zapadno Veracruz i Oaxaca.
Na najužem mjestu, prevlaka je duga 200 km od zaljeva do zaljeva,  ili 192 km od Meksičkog zaljeva do lagune Superior na pacifičkoj obali.
U južnom dijelu prevlake planina Sierra Madre del Sur se spušta u visoravan maksimalne visine do 224 metra i tu se sastaje s ogrankom Sierra Madre de Oaxaca. Sjeverni dio prevlake je nisko i močvarno zemljište obraslo gustom tropskom šumom.
U najvećem dijelu regije vlada tropska vlažna klima (malarično podneblje) uz izuzetak područja uz pacifičku obalu koje pod uticajem oceanskih vjetrova ima znatno povoljniju i blažu klimu. Maksimalne temperature duž atlantske obale su do 35°C, količina padalina je oko 3.960 mm (pacifička obala je u suša i svježija).
Prevlaka, ali i cijelo područje je dobilo ime po gradiću Santo Domingo Tehuantepec u saveznoj državi Oaxaci. Porijeklo imena je od riječi iz jezika naroda Navatl tecuani-tepec što znači jaguarovo brdo. Dominantno stanovništvo u ovom području predstavljaju pripadnici naroda Zapotec.
Prevlaka je još od vremena Hernána Cortésa bila važna trgovačka i prometna ruta koja je povezivala dvije obale. Nakon nekoliko neuspješnih pokušaja u izgradnji željezniče pruge koja bi spajala dvije obale, pruga je napokon sagrađena i otvorena u siječnju 1907. godine. Pruga povezuje gradove Coatzacoalcos i Salina Cruz. Ukupna dužina željezničke pruge je 308 km.

## Vanjske poveznice
- Tehuantepec željeznički promet
- Meksičke željeznice,  podaci o aktualnim vlasnicima (koncesija) meksičkih željeznica.